# Kecamatan Cibingbin
Kecamatan Cibingbin är ett distrikt i Indonesien.   Det ligger i provinsen Jawa Barat, i den västra delen av landet, 230 km öster om huvudstaden Jakarta.